# Řád za mimořádné zásluhy
Řád za mimořádné zásluhy (slovinsky Red za izredne zasluge) je státní vyznamenání Slovinské republiky založené roku 2004. Udílen je za výjimečnou práci a službu při prosazování státní suverenity, prosperity, proslulosti a pokroku v kulturní, ekonomické, vědecké, sociální a politické oblasti.

## Historie a pravidla udílení
Řád byl založen roku 2004. Udílen je občanům Slovinska za mimořádnou práci a službu poskytovanou při prosazování suverenity, prosperity, proslulosti a pokroku Slovinska v oblasti kultury, ekonomiky, vědy, politiky či sociální činnosti. Ve výjimečných případech může být udělen i skupině občanů, právnickým osobám a cizím státním příslušníkům.

## Insignie
Řádový odznak má tvar bíle smaltované zlatě lemované trikvetry. Uprostřed je vybroušený granát. Mezi paprsky jsou srpkovité modře smaltované střípky, nad kterými vyčnívají špičaté ploché zlaté paprsky. Geometrický vzor použitý na řádovém odznaku je inspirován raně křesťanskou Köttlachskou kulturou, která se vyskytovala na území dnešního Slovinska.
Stuha z hedvábného moaré pokrývá kovovou destičku ve tvaru trojúhelníku. Stuha je žlutá s úzkým červeným pruhem uprostřed.
Řádový odznak se nosí nalevo na hrudi.